# Ed Podivinsky
Edward Charles „Ed“ Podivinsky (* 8. März 1970 in Toronto, Ontario) ist ein ehemaliger kanadischer Skirennläufer. Er startete hauptsächlich in den Speeddisziplinen und war vor allem in der Abfahrt erfolgreich.

## Biografie
Podivinsky gewann in seiner Karriere ein Weltcuprennen, die Abfahrt in Saalbach-Hinterglemm am 6. Januar 1994. Des Weiteren erzielte er neben vier weiteren Podestplätzen in der Abfahrt einen in der Kombination. Weniger erfolgreich war er im Super-G.
Höhepunkt seiner Karriere war der Gewinn der Bronzemedaille bei den Olympischen Spielen 1994 in Lillehammer. Auf den Sieger Tommy Moe büßte er lediglich zwölf Hundertstelsekunden ein. Eine ähnliche Überraschung wäre ihm beinahe vier Jahre später in der Abfahrt bei den Olympischen Spielen 1998 in Nagano gelungen, wo er als Fünfter nur acht Hundertstelsekunden auf Bronze verlor.
Nach den Olympischen Spielen 2002 in Salt Lake City trat er vom Renngeschehen zurück.

## Erfolge

### Olympische Spiele
- Lillehammer 1994: 3. Abfahrt
- Nagano 1998: 5. Abfahrt
- Salt Lake City 2002: 24. Abfahrt

### Weltmeisterschaften
- Saalbach-Hinterglemm 1991: 9. Kombination
- Morioka 1993: 26. Abfahrt
- Sierra Nevada 1996: 12. Abfahrt, 33. Super-G
- Sestriere 1997: 10. Abfahrt, 34. Super-G
- St. Anton 2001: 16. Abfahrt

### Weltcup
- Saison 1993/94: 7. Abfahrtswertung, 8. Kombinationswertung
- Saison 1997/98: 5. Kombinationswertung
- Saison 1999/00: 9. Abfahrtswertung
- 6 Podestplätze, davon 1 Sieg:

| Datum          | Ort                  | Land       | Disziplin |
| -------------- | -------------------- | ---------- | --------- |
| 6. Januar 1994 | Saalbach-Hinterglemm | Österreich | Abfahrt   |

### Juniorenweltmeisterschaften
- Sälen/Hemsedal 1987: 19. Slalom, 49. Riesenslalom
- Madonna di Campiglio 1988: 8. Abfahrt, 23. Super-G, 42. Riesenslalom
- Aleyska 1989: 1. Abfahrt

### Weitere Erfolge
- Gewinn der Abfahrtswertung des Nor-Am Cup in der Saison 1990/91
- 5 kanadische Meistertitel (Abfahrt 1991, 1995 und 1996; Kombination 1990 und 1991)